# Selsawet Dsiwin
Der Selsawet Dsiwin, Dsiwinski Selsawet (belarussisch Дзівінскі сельсавет, russisch Дивинский сельсовет) ist eine Verwaltungseinheit im Rajon Kobryn in der Breszkaja Woblasz in Belarus. Das Zentrum des Selsawets ist das Dorf Dsiwin. 
Dsiwinski Selsawet liegt im Süden des Rajons Kobryn und umfasst 5 Dörfer, 1 Siedlung und 1 Chutar:
- Arechauski (Арэхаўскі), Siedlung  (51° 59′ N, 24° 40′ O)
- Chabowitschy (Хабовічы) (52° 4′ N, 24° 28′ O)
- Dsiwin (Дзівін) (51° 57′ N, 24° 35′ O)
- Lelikawa (Лелікава) (51° 55′ N, 24° 42′ O)
- Lipawa (Ліпава) (52° 0′ N, 24° 30′ O)
- Or (Ор), Chutar  (nicht eindeutig bestimmbar ..)
- Ruchowitschy (Руховічы)  (52° 5′ N, 24° 26′ O)